# John Boyce
John David Edward Boyce ist ein Politiker aus Barbados von der Democratic Labour Party (DLP), der von 2008 bis 2013 Mitglied des House of Assembly sowie seit 2013 Gesundheitsminister im Kabinett von Premierminister von Barbados Freundel Stuart war.

## Leben

### Studium, Manager und Unternehmer
Boyce begann nach dem Besuch des Harrison College ein Maschinenbaustudium an der University of the West Indies, Augustine Campus, das er mit einem Bachelor of Science (B. Sc. Mechanical Engineering) abschloss. Im Anschluss arbeitete er in der Privatwirtschaft und war zunächst zwischen 1979 und 1982 Betriebsleiter bei der Brauerei Banks Barbados Breweries. Anschließend absolvierte er ein postgraduales Studium der Brauereiwissenschaftenn an der University of Birmingham und beendete dieses mit einem Master of Science (M. Sc.). 1986 war er Mitarbeiter der Arbeitsgruppe gegen Arbeitslosigkeit im Arbeitsministerium.
Daneben erwarb er ein Diplom im Fach Management am Barbados Institute of Management and Productivity (BIMAP) und war zwischen 1990 und 1992 Direktor der Banks Barbados Breweries. 1992 machte er sich selbständig und gründete die Unternehmen Econergy Caribbean Limited und Rachel Pringel Brewery. Daneben engagierte er sich in einigen Organisationen und war unter anderem Mitglied der Aufsichtsräte für den öffentlichen Dienst (Public Utilities Board), der Schulstiftung von Christ Church sowie der Barbados External Communications Ltd. Des Weiteren war er Präsident der Vereinigung von Berufsingenieuren (Association of Professional Engineers) sowie Direktor der Arawak Cement Company.

### Abgeordneter und Minister
Bei den Wahlen vom 15. Januar 2008 wurde Boyce als Kandidat der Democratic Labour Party (DLP) erstmals zum Mitglied der Legislative Assembly gewählt und vertritt dort seither den Wahlkreis Christ Church South.
Boyce wurde von Premierminister David Thompson am 24. November 2008 zum Minister für Verkehr, öffentliche Arbeiten und internationalen Verkehr (Minister of Transport, Works and International Transport) ernannt. Am 23. Oktober 2010 wurde er Minister für Verkehr und öffentliche Arbeiten (Minister of Transport and Works) im Kabinett von Freudel Stuart, der das Amt des Premierministers nach Thompsons Tod übernommen hatte. Zugleich fungierte er als Führer der Regierung in der Legislativversammlung (Leader of the House).
Nach dem erneuten Sieg der DLP bei den Wahlen vom 21. Februar 2013 wurde Boyce am 28. Februar 2013 von Premierminister Stuart als Nachfolger von Donville Inniss zum Gesundheitsminister (Minister of Health) in dessen Kabinett berufen. Nachfolger als Minister für Verkehr und öffentliche Arbeiten wurde daraufhin Michael Lashley. Boyce blieb Minister bis zur Regierungsablösung im Mai 2018.
Aus seiner Ehe mit Carolyn Boyce ging der Sohn Kevin hervor.